# Institut Saint-Luc
Das Institut Saint-Luc (offiziell: École Supérieure des Arts Saint-Luc) in Brüssel ist eine der 16 Kunsthochschulen (Écoles Supérieures des Arts) in der französischen Gemeinschaft Belgiens. Es wurde 1904 als Kunstgewerbeschule gegründet. Weitere Saint-Luc-Hochschulen befinden sich in Lüttich, Tournai und Mons sowie in Frankreich und der Demokratischen Republik Kongo.
Das Institut gehört zum katholischen Bildungswesen. Die Studiengänge umfassen die freien und angewandten bildenden Künste sowie die Architektur und schließen mit Bachelor- (vormals Graduat) und Mastergraden ab. In Zusammenarbeit mit der Université catholique de Louvain (UCL) kann im Anschluss an einen Master à finalité approfondie ein Doktoratsstudium Doctorat en art et sciences de l'art aufgenommen werden, in dem eine wissenschaftliche Dissertation in Verbindung mit einem künstlerischen Projekt erarbeitet wird. Ab September 2006 bietet das Institut Saint-Luc in Kooperation mit der Königlichen Akademie für bildende Künste eine Lehramtsausbildung Oberstufe (Agrégation) an.
International bekannt ist das Institut im Bereich des Comic, da es zu Ende der 1960er Jahre auf Anregung von Hergé den weltweit ersten Studiengang „Comic“ anbot, der Comiczeichner und -szenaristen ausbildete. Aus diesem Studiengang gingen viele prominente Comicautoren und -autorinnen hervor, unter ihnen Benoît Sokal, François Schuiten, Andréas, Philippe Francq, Anne Baltus, Yslaire und Philippe Foerster. François Schuiten war einige Jahre selbst Professor am Institut Saint-Luc. Auch in anderen Bereichen kann das Institut berühmte Absolventen vorweisen, wie den Maler Luc Tuymans und den Regisseur Benoît Poelvoorde.

## Studium
Das Atélier Bande Dessinée des Institut gilt neben dem der staatlichen École Supérieure de l’Image (Hochschule für Bildmedien) im französischen Angoulême noch immer als der renommierteste Comic-Fachbereich im französischsprachigen Raum, obwohl der Comic als Studienfach längst Einzug an zahlreichen Hochschulen wie der Brüsseler Académie Royale des Beaux-Arts (Königliche Akademie für bildende Künste) erhalten hat. Im Gegensatz zur Hochschule in Angoulême hat das Studium am Institut Saint-Luc den Ruf, künstlerisch freier und experimenteller zu sein, aber zu wenig Praxisbezug zu haben.
Derzeit unterrichten die Professoren Pierre Pourbaix, Marc Sevrin und Denis Larue das Comic-Atelier. Die Studenten schließen nach in der Regel drei Jahren mit dem akademischen Grad Bachelière bzw. Bachelier en Arts plastiques, visuels et de l'espace - Bande dessinée (Bachelor der bildenden, visuellen und Raumkünste - Comic) ab. Voraussetzung für das Studium sind das Abitur und das Bestehen eines mehrtägigen Auswahlverfahrens mit künstlerisch-gestalterischen und theoretischen (allgemein-kunstwissenschaftlichen) Prüfungen. Im deutschsprachigen Raum existieren ERASMUS-Partnerschaften mit der Hochschule für Gestaltung und Kunst Luzern, dem Fachbereich Gestaltung der Hochschule Darmstadt und der Hochschule für Angewandte Wissenschaften Hamburg sowie dem Studiengang Digitale Medien der Universität Bremen.
An der flämischen Schwesterhochschule Sint-Lukas Hogeschool existiert ebenfalls ein Comic-Studiengang (ndl. Beeldverhaal), der mit einem Bachelor of Arts in „Graphic and Publicity Design“ und einem Master of Arts in „Fine Arts“ nach drei bzw. vier Jahren abgeschlossen werden kann.